# Plattenburg
Plattenburg település Németországban, azon belül Brandenburgban. Lakosainak száma 3271 fő (2023. december 31.).

## Népesség
A település népességének változása:
| Lakosok száma | 3977 | 3712 | 3413 | 3325 | 3270 | 3290 | 3319 | 3271 |
|               | 2005 | 2010 | 2015 | 2017 | 2020 | 2021 | 2022 | 2023 |